# Station Morialmé-Bifurcation
Station Morialmé-Bifurcation was een spoorweghalte langs spoorlijn 135 (Walcourt- Florennes) en spoorlijn 138 (Châtelet - Morialmé-Bifurcation) in Morialmé, een deelgemeente van de Belgische gemeente Florennes.
0,0: Walcourt ·
2,6: Vogenée ·
3,8: Rossignol ·
5,6: Fairoul ·
7,2: Fraire ·
8,3: Fraire-Humide ·
9,7: Froidmont ·
12,2: Morialmé ·
14,3: Morialmé-Bifurcation ·
16,2: Pavillons ·
0,0: Châtelet ·
1,0: Châtelet-Ville ·
2,8: Bouffioulx ·
3,4: Chamborgneau ·
6,0: Acoz ·
7,0: Acoz-Centrum ·
9,6: Gerpinnes ·
10,3: Hymiée ·
11,9: Hanzinne ·
16,8: Oret ·
19,0: Morialmé-Bifurcation